# 아카사카 ACT 시어터

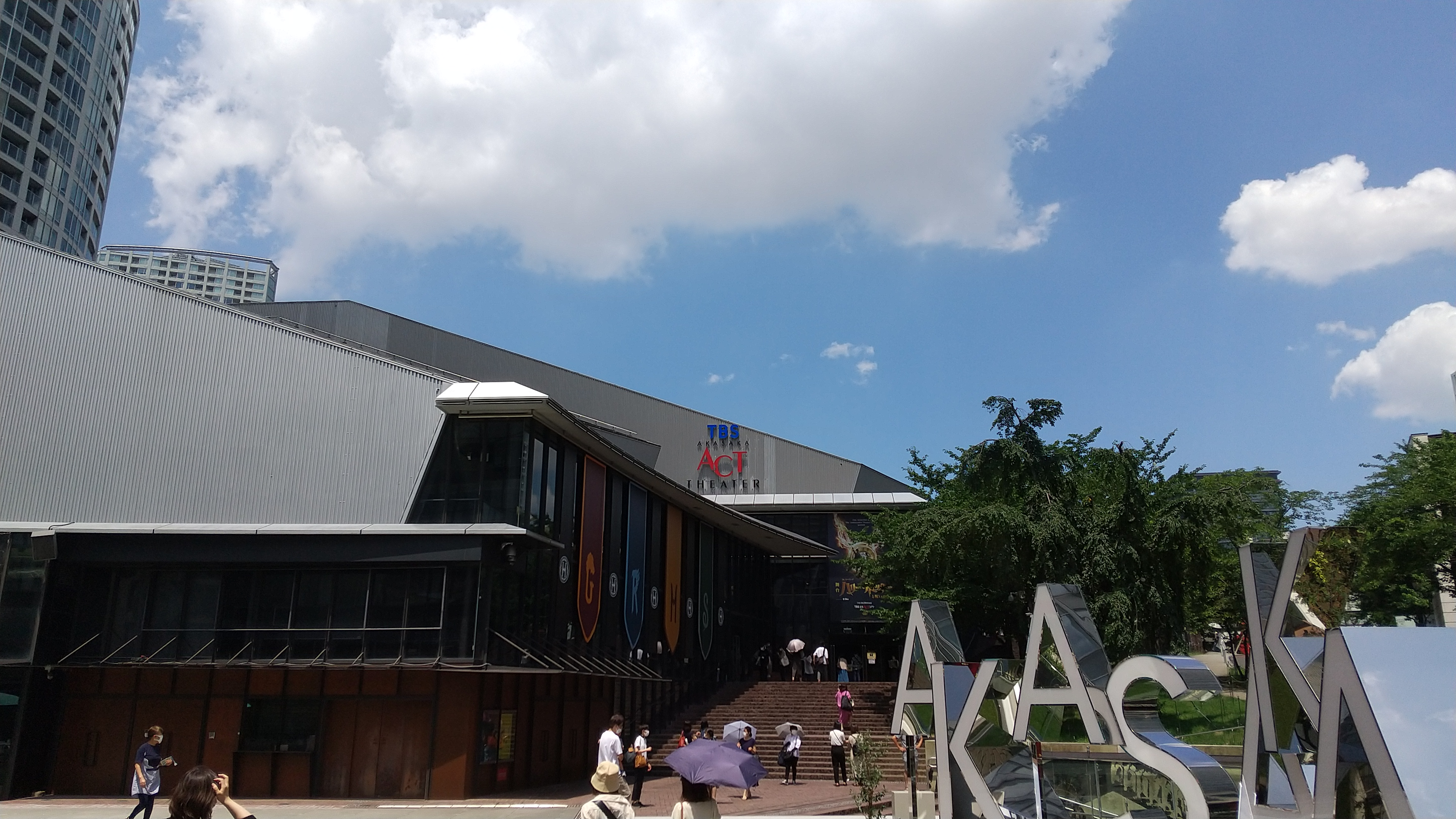
TBS 아카사카 ACT 시어터 (2022)

TBS 아카사카 ACT 시어터는 일본 도쿄도 미나토구 아카사카에 있는 아카사카 사카스 안에 있는 극장이다. 전체 객석 수는 1324석으로, 1층이 890석, 2층이 434석이다. 2022년 6월부터 무대 『해리 포터와 저주받은 아이』의 전용 극장이 되었습니다.